# Богатыри (картина Васнецова)
«Богатыри» — картина русского живописца Виктора Васнецова, одна из его наиболее известных работ, написанная в 1876–1898 годах. Находится в Третьяковской галерее в Москве (инв. 1019), куда вошла в 1898 году, в числе последних приобретений её создателя Павла Третьякова.

## Описание
На картине изображены богатыри — Добрыня Никитич, Илья Муромец и Алёша Попович (главные герои русских былин). Посередине на вороном коне Илья Муромец, смотрит вдаль из-под ладони, в одной руке у богатыря копьё и щит, в другой булатная палица. Слева на белом коне Добрыня Никитич, вынимает меч-кладенец из ножен, готовый в любой момент ринуться в бой. Справа на коне бурой масти Алёша Попович, держит в руках лук со стрелами. В сравнении со своими товарищами он молод и строен. На боку у Алёши Поповича колчан. На другом боку у него гусли. Трое богатырей стоят на широкой равнине, переходящей в невысокие холмы, посреди пожухлой травы и изредка проглядывающих маленьких ёлочек. Небо пасмурное и тревожное, означает грозящую богатырям опасность.
Сам В. М. Васнецов (в письме к П. П. Чистякову) описывал картину так: «Богатыри Добрыня, Илья и Алёшка Попович на богатырском выезде — примечают в поле, нет ли где ворога, не обижают ли где кого?».

## История создания

### Появление идеи картины

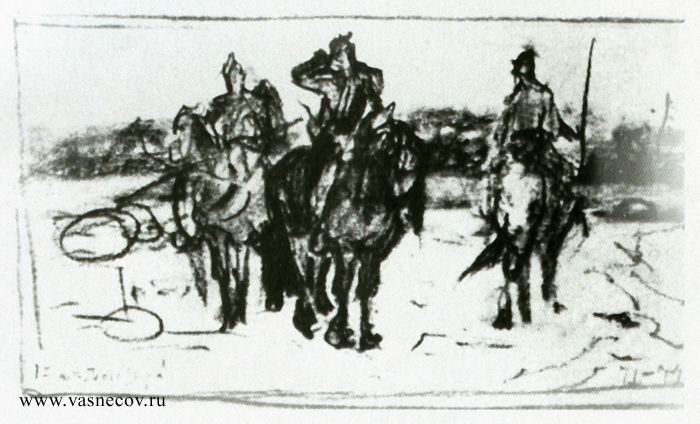
В. М. Васнецов. Первый набросок картины «Богатыри», 1871—1874 гг.

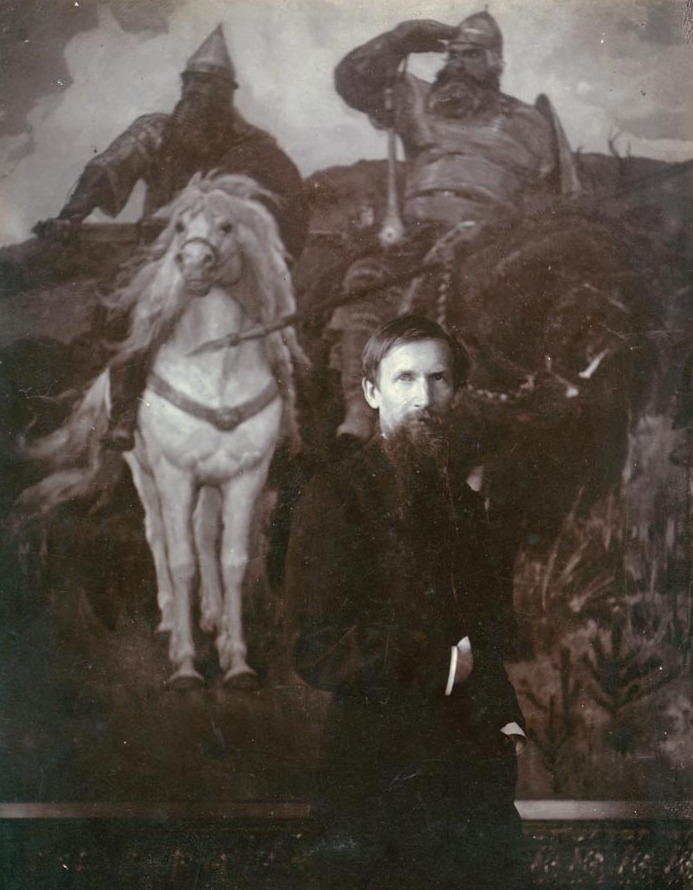
В. М. Васнецов у картины «Богатыри» в 1898 году; фотография из отдела рукописей Государственной Третьяковской галереи

В. М. Васнецов описывал появление идеи картины так:

Попался набросок трёх богатырей. Написал в мастерской Поленова. Говорили о репинском подводном царстве, тут Вася и показал письмо Чистякова. Мудрец учитель и за тридевять земель слал советы.
«Скажите ему, — просил передать, — что в его картине не цвет воды задаёт тон, а веяние впечатления от былины задать должно тон воде и всему; вода тут ни при чём. Цвет и густота воды бывают разные, а былина такая — одна». Слова Чистякова о былине напомнили об одной старой мыслишке, он её карандашиком, а может быть, и углём зарисовал сразу по возвращении из Рябова: лохматые могучие кони, могучая троица богатырей.
Так и встало перед глазами: взгорья, простор, богатыри. Дивный сон детства.
Нарисовал в единочасье, поднёс Васе в подарок, а тот поглядел и сказал строго, по-чистяковски, это в нём было, чистяковское — за всё искусство ответ держать и о каждом рисунке заботиться.

Первый эскиз картины маслом хранится в доме-музее Поленова, поскольку был подарен Поленову. На нём стоит две даты — «75» и «1898 10 марта». Эти две даты объясняются так: Васнецов создал этот эскиз в Париже вскоре по приезде, когда был в мастерской Поленова. Он стал дарить его другу, но Поленов отказался забирать набросок, заявив, что возьмёт его только тогда, когда Васнецов напишет большую картину.
Собственно итоговые «Богатыри» были закончены более чем 20 лет спустя, 27 апреля 1898 года. И незадолго до этого, 10 марта, Васнецов преподнёс Поленову эскиз, проставив сразу две даты — первую и последнюю, одной краской, одновременно. Причём 1875 год проставлен ошибочно — на самом деле, по архивным данным, Васнецов приехал в Париж только весной 1876 года.

### Натурщики
Одним из прообразов для Ильи Муромца послужил крестьянин Владимирской губернии Иван Петров (позднее — извозчик села Большие Мытищи), которого Васнецов запечатлел на этюде в 1883 году. Иван Петров был лишь одним из прообразов. «Для Ильи Муромца художник искал всё новые и новые типажи, зарисовывая то Ивана Петрова, абрамцевского кузнеца, — степенного, красивого, со спокойными и внимательными глазами; а то ломового извозчика, которого встретил уже в Москве и упросил позировать. „Иду по набережной около Крымского моста, — рассказывал потом В. M. Васнецов, — и вижу: стоит около полка здоровенный детина, точь-в-точь вылитый мой Илья“».
В былинах Добрыня всегда молод, как и Алёша, но Васнецов изобразил его зрелым человеком с роскошной бородой. Некоторые исследователи полагают, что чертами лица Добрыня напоминает самого художника.
Обитатели Абрамцева, где на одном из этапов шла работа над полотном, находили прототип и для Алёши Поповича. «Помню, — писал В. С. Мамонтов, сын Саввы Ивановича, — как мы завидовали моему брату Андрею, на которого походил лицом Алёша Попович в этой картине».

## Этюды
Исследователи творчества Васнецова перечисляют следующие этюды маслом, созданные художником при работе над картиной.
| Год  | Илл. | Название                                                             | Размер, техника                  | Местонахождение                                | Примечание |
| ---- | ---- | -------------------------------------------------------------------- | -------------------------------- | ---------------------------------------------- | --- |
| 1876 |      | Богатыри                                                             | Холст, масло. 27х41              | Дом-музей В. Д. Поленова                       | Первый эскиз маслом картины. Инв. КПП-5384 |
| 1879 |      | Абрамцево                                                            | Холст, масло. 19х47,5            | Дом-музей В. Д. Поленова                       | Этюд для первого плана картины «Богатыри» |
| 1880 |      | Мелколесье. Ахтырка                                                  | Холст на картоне, масло. 14х48   | Музей-заповедник Абрамцево                     | Инв. Ж 156 |
| 1880 |      | Натурщик в кольчуге (Портрет. Витязь в кольчуге)                     | Холст, масло. 15,8х22,56         | Музей-заповедник Абрамцево                     | Инв. Ж 166 |
| 1881 |      | Лошади (этюд)                                                        | Холст на фанере, масло. 32х22    | Собрание Г. Б. Смирнова (на 1961 год)          | |
| 1881 |      | Лошади (этюд)                                                        | Холст, масло 33х47               | Частное собрание                               | |
| 1882 |      | Пейзаж в Ахтырке                                                     | Холст, масло. 22,3х32,5          | Собрание А. М. Беднякова, Москва (на 1961 год) | |
| 1881 |      | Пейзаж лесистого пригорка и дали в Абрамцеве (Пейзаж под Абрамцевым) | Холст, масло. 34,7х49,3          | ГТГ                                            | Очень близок к предыдущему, в списке Моргуновых дата указана тем же годом — 1882, на год позже, чем в каталоге ГТГ. Поступил в 1929 году из собрания Остроухова. Инв. 11060 |
| 1883 |      | Крестьянин Владимирской губернии Иван Петров                         | Холст, масло. 87,5х67,5          | ГТГ                                            | Этюд для Ильи Муромца. Поступил в 1925 году из Государственной Цветковской галереи. Инв. 15066                                                                              |
| 1898 |      | Голова крестьянина                                                   | Холст на картоне, масло. 44,5х32 | ГТГ                                            | Этюд для Добрыни Никитича. Приобретена в 1946 году у К. Ф. Арнинга. Инв. 26644                                                                                              |
| 1898 |      | Кольчуга                                                             | Холст, масло. 28х7,8             | Дом-музей В. М. Васнецова                      | Этюд для Ильи Муромца |
|      |      | Лошадь вороная                                                       | Холст, масло. 33,2х25,8          | Дом-музей В. М. Васнецова                      | |
|      |      | Лошадь гнедая                                                        | Холст, масло. 33,5х45,2          | Дом-музей В. М. Васнецова                      | |